# Nuoto ai campionati mondiali di nuoto 2007 - Staffetta 4x100 metri misti femminile
La gara di nuoto della staffetta 4x100 metri misti femminile dei campionati mondiali di nuoto 2007 è stata disputata il 31 marzo presso la Rod Laver Arena di Melbourne.
Vi hanno preso parte 29 squadre nazionali.
La competizione è stata vinta dalla squadra australiana, mentre l'argento e il bronzo sono andati rispettivamente alla squadra statunitense e a quella cinese.

## Podio
| Posizione | Nazione     | Atlete                                                      |
| --------- | ----------- | ----------------------------------------------------------- |
| Oro       | Australia   | Emily Seebohm Leisel Jones Jessicah Schipper Lisbeth Lenton |
| Argento   | Stati Uniti | Natalie Coughlin Tara Kirk Rachel Komisarz Lacey Nymeyer    |
| Bronzo    | Cina        | Xu Tianlongzi Luo Nan Zhou Yafei Xu Yanwei                  |

## Programma
| Data          | Ora   | Turno    |
| ------------- | ----- | -------- |
| 31 marzo 2007 | 13:12 | Batterie |
| 31 marzo 2007 | 20:44 | Finale   |

## Record
Prima della manifestazione il record del mondo e il record dei campionati erano i seguenti.
| Record mondiale       | 3'56"30 | Australia | 21 marzo 2006 Melbourne, Australia |
| Record dei campionati | 3'57"47 | Australia | 30 luglio 2005 Montreal, Canada    |

Durante la competizione è stato battuto il seguente record:
| Data     | Evento | Nazione   | Atleti                                                                                          | Tempo   | Record          |
| -------- | ------ | --------- | ----------------------------------------------------------------------------------------------- | ------- | --------------- |
| 31 marzo | Finale | Australia | Emily Seebohm (1:00.79) Leisel Jones (1:04.94) Jessicah Schipper (57.18) Lisbeth Lenton (52.83) | 3'55"74 | Record mondiale |

## Risultati

### Batterie
I migliori 8 tempi si qualificano per la finale
| Pos. | Batteria | Corsia | Nazione       | Atleti | Tempo   | Note |
| ---- | -------- | ------ | ------------- | --- | ------- | ---- |
| 1    | 3        | 4      | Stati Uniti   | Leila Vaziri (1:00.84) Jessica Hardy (1:07.53) Dana Vollmer (57.47) Amanda Weir (55.26)                                       | 4:01.10 | Q    |
| 2    | 4        | 4      | Australia     | Emily Seebohm (1:01.70) Tarnee White (1:07.23) Felicity Galvez (59.12) Jodie Henry (53.96)                                    | 4:02.01 | Q    |
| 3    | 3        | 5      | Giappone      | Hanae Itō (1:01.39) Asami Kitagawa (1:08.56) Ayako Doi (58.58) Maki Mita (55.48)                                              | 4:04.01 | Q    |
| 4    | 4        | 3      | Cina          | Xu Tianlongzi (1:01.66) Luo Nan (1:09.72) Zhou Yafei (58.44) Xu Yanwei (54.57)                                                | 4:04.39 | Q    |
| 5    | 4        | 5      | Germania      | Antje Buschschulte (1:01.58) Birte Steven (1:09.47) Daniela Samulski (58.44) Britta Steffen (53.62)                           | 4:04.62 | Q    |
| 6    | 3        | 6      | Svezia        | Carin Moller (1:02.97) Hanna Westrin (1:08.66) Gabriella Fagundez (59.75) Josefin Lillhage (54.01)                            | 4:05.39 | Q    |
| 7    | 4        | 7      | Russia        | Anastasia Zueva (1:01.59) Elena Bogomazova (1:08.58) Irina Bespalova (58.61) Olga Shulgina (56.47)                            | 4:05.45 | Q    |
| 8    | 2        | 4      | Gran Bretagna | Elizabeth Simmonds (1:02.06) Kirsty Balfour (1:08.11) Terri Dunning (1:00.57) Melanie Marshall (55.11)                        | 4:05.85 | Q    |
| 9    | 2        | 5      | Francia       | Camille Muffat (1:04.47) Anne-Sophie Le Paranthoën (1:07.89) Alena Popčanka (58.87) Céline Couderc (54.99)                    | 4:06.22 | Q    |
| 10   | 2        | 6      | Italia        | Elena Gemo (1:02.53) Chiara Boggiatto (1:09.89) Francesca Segat (59.77) Federica Pellegrini (54.45)                           | 4:06.64 | Q    |
| 11   | 3        | 3      | Canada        | Kelly Stefanyshyn (1:02.57) Erica Morningstar (1:09.23) Mackenzie Downing (59.39) Julia Wilkinson (55.52)                     | 4:06.71 | Q    |
| 12   | 2        | 3      | Ucraina       | Iryna Amshennikova (1:02.62) Anna Chlistunova (1:07.16) Kateryna Zubkova (1:01.05) Ganna Dzerkal (56.53)                      | 4:07.36 | Q    |
| 13   | 4        | 6      | Nuova Zelanda | Hannah McLean (1:01.68) Annabelle Carey (1:10.02) Elizabeth Coster (1:00.53) Lauren Boyle (55.39)                             | 4:07.75 |      |
| 14   | 2        | 7      | Polonia       | Iwona Lefanowicz (1:03.61) Beata Kaminska (1:09.13) Otylia Jędrzejczak (59.45) Paulina Barzycka (56.19)                       | 4:08.38 |      |
| 15   | 2        | 2      | Danimarca     | Louise Ørnstedt (1:02.23) Julie Hjorth-Hansen (1:10.02) Jeanette Ottesen (59.51) Micha Østergaard (56.66)                     | 4:08.42 |      |
| 16   | 3        | 7      | Sudafrica     | Karin Prinsloo (1:03.22) Suzaan van Biljon (1:09.36) Keri-Leigh Shaw (59.99) Wendy Trott (58.38)                              | 4:10.95 |      |
| 17   | 4        | 2      | Corea del Sud | Yoo Jin Jung (1:03.68) Seul Ki Jung (1:10.64) Hae In Shin (1:01.24) Keo Ra Lee (55.99)                                        | 4:11.55 |      |
| 18   | 3        | 2      | Hong Kong     | Hiu Wai Sherry Tsai (1:02.79) Man Yi Yvette Kong (1:13.57) Hang Yu Sze (1:01.88) Hannah Wilson (57.31)                        | 4:15.55 |      |
| 19   | 4        | 1      | Venezuela     | Erin Volcán (1:04.46) Daniela Victoria (1:13.20) Maria Rodriguez (1:03.79) Arlene Semeco (57.35)                              | 4:18.80 |      |
| 20   | 2        | 1      | Taipei cinese | Hsu Jung He (1:06.87) Man Hsu Lin (1:17.82) Chin Kuei Yang (1:03.65) Pin Chieh Nieh (58.69)                                   | 4:27.03 |      |
| 21   | 3        | 1      | Singapore     | Lynette Ng (1:06.45) Roanne Ho (1:18.28) Koh Ting Ting (1:06.04) Mylene Ong (59.09)                                           | 4:29.86 |      |
| 22   | 3        | 8      | Macao         | Weng I Kuan (1:10.47) On Kei Lei (1:16.84) Yih Shiuan Chan (1:07.48) Cheok Mei Ma (59.17)                                     | 4:33.96 |      |
| 23   | 1        | 4      | Uzbekistan    | Maftunabonu Tuhtasinova (1:08.96) Olga Gnedovskaya (1:18.92) Galina Dukhanova (1:07.72) Irina Shlemova (59.09)                | 4:34.69 |      |
| 24   | 1        | 3      | Malta         | Madeleine Scerri (1:09.91) Angela Galea (1:18.79) Davina Mangion (1:05.84) Talisa Pace (1:02.52)                              | 4:37.06 |      |
| 25   | 4        | 8      | Thailandia    | Wenika Kaewchaiwong (1:10.65) Pannika Prachgosin (1:22.15) Nimitta Thaveesupsoonthorn (1:08.40) Jiratida Phinyosophon (59.43) | 4:40.63 |      |
| 26   | 2        | 8      | Perù          | Slavica Pavic (1:11.00) Valeria Silva (1:14.28) Fiorella Gomez-Sanchez (1:11.84) Massie Milagros Carillo (1:04.32)            | 4:41.44 |      |
| 27   | 1        | 6      | Nigeria       | Uche Monu (1:18.87) Blessing Forcados (1:21.11) Obia Inyengiyikabo (1:10.39) Ngozi Monu (1:02.32)                             | 4:52.69 |      |
| 28   | 1        | 5      | Giordania     | Layla Alghul (1:09.52) Razan Taha (1:28.77) Hiba Bashouti (1:14.40) Miriam Hatamleh (1:03.08)                                 | 4:55.77 |      |
| -    | 1        | 2      | Zambia        | Patricia Wellman Mercedes Milner Ellen Hight Matana Wellman                                                                   | SQ      |      |

### Finale
| Pos. | Corsia | Nazione       | Atleti                                                                                               | Tempo   | Note            |
| ---- | ------ | ------------- | --- | ------- | --------------- |
|      | 5      | Australia     | Emily Seebohm (1:00.79) Leisel Jones (1:04.94) Jessicah Schipper (57.18) Lisbeth Lenton (52.83)      | 3:55.74 | Record mondiale |
|      | 4      | Stati Uniti   | Natalie Coughlin (1:00.66) Tara Kirk (1:06.37) Rachel Komisarz (57.06) Lacey Nymeyer (54.22)         | 3:58.31 |                 |
|      | 6      | Cina          | Xu Tianlongzi (1:01.06) Luo Nan (1:09.08) Zhou Yafei (57.84) Xu Yanwei (53.99)                       | 4:01.97 |                 |
| 4    | 8      | Gran Bretagna | Melanie Marshall (1:01.85) Kirsty Balfour (1:07.37) Terri Dunning (59.20) Francesca Halsall (53.76)  | 4:02.18 |                 |
| 5    | 1      | Russia        | Anastasia Zueva (1:00.85) Elena Bogomazova (1:08.11) Irina Bespalova (58.61) Olga Shulgina (55.75)   | 4:03.32 |                 |
| 6    | 3      | Giappone      | Reiko Nakamura (1:00.69) Asami Kitagawa (1:08.17) Ayako Doi (58.78) Maki Mita (55.69)                | 4:03.33 |                 |
| 7    | 2      | Germania      | Antje Buschschulte (1:01.43) Birte Steven (1:09.46) Daniela Samulski (59.04) Britta Steffen (53.41)  | 4:03.34 |                 |
| 8    | 7      | Svezia        | Carin Moller (1:03.00) Hanna Westrin (1:08.64) Gabriella Fagundez (1:00.16) Josefin Lillhage (54.36) | 4:06.16 |                 |